# تاتسويا مايدا (مغني)
تاتسويا مايدا (باليابانية: 前田達也؛ بالكانا: まえだ たつや) هو مغني ياباني، ولد في 22 أغسطس 1958 في ناها في اليابان.

## وصلات خارجية
- الموقع الرسمي
- تاتسويا مايدا على موقع ميوزك برينز (الإنجليزية)